# Вьяс
Вьяс (устар. Вьясс; эрз. Авяз) — река в России, протекает в Пензенской области и Республике Мордовия. Левый приток Суры.

## География
Исток реки расположен в районе села Старая Пырма Кочкуровского района республики Мордовия. Устье находится в 515 км по левому берегу реки Сура вблизи села Лесной Вьяс (Лунинский район Пензенской области). Длина реки составляет 51 км. На протяжении реки расположены села: Новые Турдаки, Напольный Вьяс, Большой Вьяс.

## Данные водного реестра
По данным государственного водного реестра России относится к Верхневолжскому бассейновому округу, водохозяйственный участок реки — Сура от Сурского гидроузла и до устья реки Алатырь, речной подбассейн реки — Сура. Речной бассейн реки — (Верхняя) Волга до Куйбышевского водохранилища (без бассейна Оки).
Код объекта в государственном водном реестре — 08010500312110000036401.